# Kinnickinnic River (St. Croix River)
Der Kinnickinnic River (umgs. Kinni genannt) ist ein Nebenfluss des St. Croix River im US-Bundesstaat Wisconsin. Er entspringt im St. Croix County und fließt in Richtung Südwesten zum Ort River Falls, der nach einem Wasserfall an diesem Fluss benannt wurde. Nach 40 km Flusslauf mündet der Fluss im Kinnickinnic State Park in den St. Croix River. 

## Etymologie
Der Name Kinnickinnic stammt aus der Sprache Ojibwe und bezeichnete ein Gemisch aus Tabak und anderen pflanzlichen Materialien zum Rauchen.

## Geschichte
Joel Foster war der erste Siedler in der Gegend des Flusses.

## Charakteristika
Nördlich von River Falls ist der Kinnickinnic River ein langsam fließender Fluss in einem flachen und sandigen Bett. Unterhalb des Ortes wird das Becken dagegen steiniger und breiter, während sich der Sand wieder im Delta des Flusses ablagert. Die Stelle, an der der Kinnickinnic River in den St. Croix River mündet, heißt Kinnickinnic Narrows.

## Fauna
Die oben genannten Charakteristika haben auch Auswirkungen auf die Fauna des Flusses: So kommen im Oberlauf v. a. kleinere Forellenarten vor, während man im Unterlauf Karpfen und Krebstiere sowie größere Forellenarten vorfindet. Im Delta des Flusses sind auch Schwarzbarsche anzutreffen.